# Gertrude Schneider
Gertrude Schneider (geboren am 27. Mai 1928 in Wien als Gertrude Hirschhorn; gestorben am 7. September 2020) war eine österreichische Historikerin, Publizistin und emeritierte Hochschullehrerin des City College of New York. Sie überlebte den Holocaust in den KZ Kaiserwald und Stutthof sowie im Ghetto Riga.

## Werdegang
Gertrude Schneider war die Tochter von Pinkas Hirschhorn und Charlotte Hirschhorn, geborene Le Winter. Das von ihnen in der Wiener Felberstraße geführte Volkswarenhaus Hirschhorn wurde gleich nach dem Anschluss Österreichs an die Nazi-Diktatur demoliert. Schneider wurde der Schule verwiesen und konnte nur mehr die für jüdische Schüler zugelassenen Schulen besuchen. Zusammen mit ihren Eltern und ihrer zwei Jahre jüngeren Schwester wurde sie im Februar 1942 als Dreizehnjährige aus Wien nach Riga deportiert. Anfang  November 1943 wurde die Familie in das KZ Kaiserwald verbracht, im August 1944 schafften die Nationalsozialisten die Familie mit Schiffen über die Ostsee nach Danzig und von dort weiter in das KZ Stutthof; Schneiders Vater wurde in das KZ Buchenwald deportiert. Präzise dokumentierte Schneider in ihrem Tagebuch die grausamen Umstände des Lebens in Ghetto und KZ. Bei ihrer Rückkehr im Juni 1945 gemeinsam mit Schwester und Mutter nach Wien erfuhr Schneider von der Ermordung ihres Vaters am Tag vor der Befreiung im KZ Buchenwald. Der Tod des Vaters und die ablehnende Haltung vieler Österreicher gegenüber jüdischen Heimkehrern motivierten die Familie 1947 zur Emigration in die USA.
In New York lernte Schneider ihren Mann kennen und bekam mit ihm zusammen eine Tochter (1954) und zwei Söhne (1953 und 1960). Neben Familie und der Buchhaltung in der Firma ihres Mannes holte Schneider an Abendschulen ihren Schulabschluss nach. Am City College of New York schloss sie 1970 ein Mathematikstudium als B.S. mit magna cum laude sowie 1972 mit dem M.S. ab. Am CUNY Graduate Center inskribierte sie Moderne und mittelalterliche Geschichte und wurde 1973 mit ihrer Dissertation „The Riga Ghetto, 1941–1944“ promoviert.
Von 1972 bis 1977 war Schneider Gastlektorin in der Erwachsenenbildung des New Yorker Theodor-Herzl-Institutes. In Vortragsreihen unter anderem für Lehrer behandelte sie die verschiedenen Aspekte des Holocaust. Zwischen 1970 und 1980 war Schneider am City College of New York zunächst Assistant, später Associate Professor und Supervisor of Student Teachers sowie Field Work Counselor. Sie betreute Diplomanden, beriet Studierende über mögliche akademische Programme und war Supervisorin von Lehramtsstudenten im öffentlichen Schulsystem. Ihre Vorlesungen erstreckten sich über Geschichte und Philosophie der Erziehung, die Schule in der amerikanischen Gesellschaft, Psychologie des Lernens und Statistik für Lehrer. Das National Science Foundation Projekt wurde von Schneider zur professionellen Vorbereitung von Mathematik- und Naturwissenschaftslehrern eingerichtet.
An der Fordham University lehrte Schneider von 1975 bis 1980 als Adjunct Assistant Professor am Excel Department Wissenschaftsgeschichte und Mathematik. Am CUNY Graduate Center war Schneider von 1980 bis 1982 Koordinatorin nichtakademischer Arbeit. Sie gründete und leitete das Graduate Center Business Seminar und hielt Computerseminare für Studenten und Absolventen.
Ab 1982 steuerte Schneider zunächst als Assistant Placement Director der CUNY, von 1985 bis 1995 als Associate Placement Director deren PR-Agenden sowie die Karriereberatung von Studenten und Absolventen. Von 1974 an gehörte Schneider dem Board of Directors der „Ph.D. Alumni Association of CUNY“ an, ab 1983 fungierte sie 26 Jahre lang als dessen Präsidentin.
1994 nahm Gertrude Schneider wieder die österreichische Staatsbürgerschaft an.

## Publizistisches Wirken
Neben ihrer Lehrtätigkeit in Wissenschaftsgeschichte befasste sich Schneider als Historikerin mit der Shoah; insbesondere den Themenkomplexen Überleben und Widerstand von Juden in Konzentrationslagern, dem Ghetto gesehen durch die Augen eines Kindes, dem Überleben von Frauen im Holocaust, dem Ghetto Riga und dem KZ Kaiserwald, dem Holocaust in Lettland, dem Schicksal der Juden in Deutschland unter Hitler, dem  Schicksal der österreichischen Juden 1938–1945, der Heimkehr überlebender Juden 1945 sowie zur Frage, wie das Phänomen des Holocaust in High-Schools unterrichtet werden kann. 2013 schenkte sie der Wolfgang-Suwelack-Stiftung in Billerbeck ihre Bibliothek; die 848 Bücher sind seither in der Villa ten Hompel untergebracht.
Ab Oktober 1995 war Schneider ein Jahr lang Chefredakteurin der deutschsprachigen Exilzeitung Aufbau. Von 1984 bis 1998 war sie Herausgeberin des Jewish Latvian Kurier.
Schneider arbeitete auch für Filme und Fernsehsendungen. So sang sie 1986 in Claude Lanzmanns Film „Shoa“ ein jiddisches Ghettolied aus Riga. In dem Film „Riga. A tale of two ghettos“ für die United States Holocaust Commission trat sie sowohl als Überlebende als auch als Spezialistin für das Rigaer Ghetto auf. Weiters wirkte sie in den Fernsehsendungen „60 Minutes“, „Midday Life“, „News“, „Crime Watch“, „Jewish Spectrum“ sowie in „Eye on New York“ mit. 1997 berichtete sie am „History Channel“ über Leben und Taten Adolf Eichmanns und wies nach, dass Hitler und Eichmann denselben Geschichtslehrer hatten. Im Rahmen einer Gedenkveranstaltung im Mai 2017 im historischen Sitzungssaal des Wiener Parlamentsgebäudes hielt Schneider vor Nationalrat und Bundesrat die Gedenkrede.

## Schriften (Auswahl)
- Reise in den Tod: deutsche Juden in Riga 1941–1944. 2. Auflage Laumann Dülmen 2008 ISBN 978-3-89960-305-7.
- Mordechai Gebirtig: His Poetic and Musical Legacy. Greenwood Publishing Group, 2000 ISBN 978-0-275-96657-7, eingeschränkte Vorschau.
- The unfinished road: Jewish survivors of Latvia look back. Praeger Westport, Connecticut 1999 ISBN 978-3-89649-431-3, eingeschränkte Vorschau.
- Exile and destruction: the fate of Austrian Jews, 1938–1945. Praeger Westport, Connecticut 1995 ISBN 0-275-95139-1, eingeschränkte Vorschau.
- Muted voices: Jewish survivors of Latvia remember. New York 1987 ISBN 978-0-8022-2536-8.
- Journey into terror: story of the Riga ghetto. Ark House, New York 1979, ISBN 978-0-935764-00-0, eingeschränkte Vorschau.

## Auszeichnungen
- 2006: Ehrenkreuz für Wissenschaft und Kunst[7][8]